# Verner Gottlob von Schwerin
Verner Gottlob von Schwerin, född 8 juli 1772, död 13 april 1840, var en svensk hovfunktionär.

## Biografi
Verner Gottlob von Schwerin föddes 1772 på Rosenlund. Han var son till hovjägmästaren Otto Julius von Schwerin och Ebba Maria Lagerbring. von Schwerin blev 1781 förare vid Sprengtportska regementet, 10 april 1782 fänrik och 7 januari 1788 kammarpage hos kungen. Han blev 10 december 1789 löjtnant vid regementet och 22 november 1792 kammarjunkare. von Schwerin blev 15 april 1793 kavaljer hos hertiginnan av Södermanland, 23 juni 1794 kapten vid regementet och 1 november 1795 hovstallmästare hos änkedrottningen. Han blev 31 december 1795 överofficiant vig Kungl. Maj:ts Orden och tog 29 maj 1796 avsked från befattningen som kapten. von Schwerin blev 26 oktober 1796 ledamot av Tulldirektionen, 21 november 1796 ceremonimästare vid Kungl. Maj:ts Orden och kommendör av Nordstjärneorden. Han avled 1840 på Sireköpinge i Sireköpinge församling.

### Familj
von Schwerin gifte sig 6 oktober 1804 på Råda i Råda socken med Martina Törngren (1789–1875), dotter till direktören Martin Törngren vid Svenska Ostindiska Companiet och Lovisa Svartlock. De fick tillsammans barnen hovfröken Ebba von Schwerin (1807–1889) som var gift med presidenten David von Schultzenheim, Martina Carolina Julia Maria von Schwerin (1809–1839), ryttmästaren Jules von Schwerin (1810–1880) och löjtnanten Carl Filip von Schwerin (1815–1846).